# A Naifa
A Naifa là một ban nhạc Bồ Đào Nha.

## Album
- Canções Subterrâneas (2004)[1]
- 3 Minutos Antes da Maré Encher (2006)
- Uma Inocente Inclinação para o Mal (2008)
- não se deitam comigo corações obedientes (February 2012)[2][3]